# Sychovka
Sychovka (del ruso: Сычёвка) es una ciudad de la óblast de Smolensk, en Rusia, capital del raión homónimo. Está situada sobre los ríos Vazuza y Losmina, a unos 234 km al nordeste de Smolensk, la capital del óblast. Su población era de 7.638 habitantes en 2009.

## Historia
Sychovka es mencionada por primera vez en 1488 como una vótchina de Iván el Joven (Molodoi), un príncipe de Tver, hijo de Iván III. Su nombre, derivado de la palabra sych (del ruso: сыч), significa "pequeño mochuelo" o "persona lúgubre". 
En 1776 recibió el estatus de ciudad. Se conectó a la línea de ferrocarril construida en 1881 entre Lijoslavl - Torzhok - Rzhev - Viazma (kilómetro 184). 
En la Segunda Guerra Mundial la ciudad fue ocupada el 10 de octubre de 1941 por las tropas de la Alemania Nazi y liberada por las tropas del frente occidental del Ejército Rojo el 8 de marzo de 1943 durante el transcurso de la Rzhev-Viazma.

## Demografía
| 1897   | 1959  | 1970  | 1979  | 1989  | 1996  | 2002  | 2008  |
| ------ | ----- | ----- | ----- | ----- | ----- | ----- | ----- |
| 12 200 | 8 000 | 8 500 | 8 900 | 9 643 | 9 300 | 8 683 | 7 800 |

## Cultura y lugares de interés
La ciudad cuenta con un museo de historia local. 
En la localidad de Sokólino se encuentra la iglesia de la Epifanía (del ruso: Богоявленская церковь), de 1847. En las proximidades de la ciudad se encuentra la finca Dugino, del diplomático conde Nikita Panin (1770-1837), de los siglos XVIII y XIX. En la población Borís-Gleb encontramos la Iglesia de Borís y Gleb (del ruso: Борисоглебская) de 1771 y la iglesia de Nilo (del ruso: Нильская) de 1897.

## Industria
Existe en Sychovka una fábrica electrotécnica, varias imprentas, así como empresas dedicadas a la industria maderera y alimenticia.